# Leichtathletik-Weltmeisterschaften 2001/4 × 400 m der Frauen

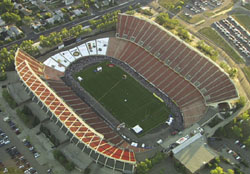
Das Commonwealth Stadium von Edmonton im Jahr 2005

Die 4-mal-400-Meter-Staffel der Frauen bei den Leichtathletik-Weltmeisterschaften 2001 wurde am 6. und 7. August 2001 im Commonwealth Stadium der kanadischen Stadt Edmonton ausgetragen.
Weltmeister wurde Jamaika in der Besetzung Sandie Richards, Catherine Scott. Debbie-Ann Parris (Finale) und Lorraine Fenton (Finale) sowie den im Vorlauf außerdem eingesetzten Deon Hemmings und Michelle Burgher.

Den zweiten Platz belegte Deutschland (Florence Ekpo-Umoh, Shanta Ghosh, Claudia Marx, Grit Breuer).

Bronze ging an Russland mit Irina Rossichina, Julija Nosowa (Finale), Anastassija Kapatschinskaja und Olesja Sykina sowie der im Vorlauf außerdem eingesetzten Natalja Schewzowa.
Auch die nur im Vorlauf eingesetzten Läuferinnen erhielten entsprechendes Edelmetall. Rekorde standen dagegen nur den tatsächlich laufenden Athletinnen zu.

## Bestehende Rekorde
| Weltrekord | 3:15,17 min | Sowjetunion (Tazzjana Ljadouskaja, Olga Nasarowa, Marija Pinigina, Olha Bryshina) | OS in Seoul Südkorea        | 1. Oktober 1988 |
| WM-Rekord  | 3:16,71 min | USA (Gwen Torrence, Maicel Malone-Wallace, Natasha Kaiser-Brown, Jearl Miles)     | WM in Stuttgart Deutschland | 22. August 1993 |

Der bestehende WM-Rekord wurde bei diesen Weltmeisterschaften nicht eingestellt und nicht verbessert.
Im Finale gab es eine neue Weltjahresbestleistung, in den Vorläufen wurden zwei neue Landesrekorde aufgestellt.
- Weltjahresbestleistung:
  - 3:20,65 min – Jamaika (Sandie Richards, Catherine Scott. Debbie-Ann Parris, Lorraine Fenton), Finale am 12. August
- Landesrekorde:
  - 3:25,68 min – Kanada (Foy Williams, Samantha George, Danielle Kot, LaDonna Antoine), 1. Vorlauf am 11. August
  - 3:30,01 min – Puerto Rico (Militza Castro, Yvonne Harrison, Sandra Moya, Yamelis Ortiz), 1. Vorlauf am 11. August

## Vorrunde
Die Vorrunde wurde in zwei Läufen durchgeführt. Die ersten drei Staffeln pro Lauf – hellblau unterlegt – sowie die darüber hinaus zwei zeitschnellsten Teams – hellgrün unterlegt – qualifizierten sich für das Finale.

### Vorlauf 1
11. August 2001, 16:15 Uhr
| Platz | Staffel     | Besetzung                                                                          | Zeit (s)   |
| ----- | ----------- | ---------------------------------------------------------------------------------- | ---------- |
| 1     | USA         | Demetria Washington (Vorlauf) Michelle Collins Mikele Barber Suziann Reid          | 3:21,97    |
| 2     | Jamaika     | Michelle Burgher (Vorlauf) Catherine Scott Deon Hemmings (Vorlauf) Sandie Richards | 3:24,87    |
| 3     | Kanada      | Foy Williams Samantha George Danielle Kot LaDonna Antoine                          | 3:25,68 NR |
| 4     | Frankreich  | Francine Landre Anita Mormand Sylvanie Morandais Marie-Louise Bévis                | 3:26,92    |
| 5     | Polen       | Aleksandra Pielużek Grażyna Prokopek Aneta Lemiesz Małgorzata Pskit                | 3:27,37    |
| 6     | Kuba        | Yudalis Díaz Julia Duporty Libania Grenot Daimí Pernía                             | 3:28,68    |
| 7     | Puerto Rico | Militza Castro Yvonne Harrison Sandra Moya Yamelis Ortiz                           | 3:30,81 NR |

### Vorlauf 2
11. August 2001, 16:25 Uhr
| Platz | Staffel        | Besetzung                                                                              | Zeit (s) |
| ----- | -------------- | -------------------------------------------------------------------------------------- | -------- |
| 1     | Deutschland    | Florence Ekpo-Umoh Shanta Ghosh Claudia Marx Grit Breuer                               | 3:26,81  |
| 2     | Großbritannien | Lee McConnell Lesley Owusu (Vorlauf) Catherine Murphy Donna Fraser (Vorlauf)           | 3:27,25  |
| 3     | Russland       | Natalja Schewzowa (Vorlauf) Irina Rossichina Anastassija Kapatschinskaja Olesja Sykina | 3:27,39  |
| 4     | Belarus        | Natallja Safronnikawa Swjatlana Ussowitsch Iryna Chljustawa Hanna Kosak                | 3:28,93  |
| 5     | Senegal        | Aïda Diop Mame Tacko Diouf Fatou Bintou Fall Amy Mbacké Thiam                          | 3:30,03  |
| 6     | Japan          | Miho Sato Kazue Kakinuma Sakie Nobuoka Makiko Yoshida                                  | 3:33,51  |
| 7     | Spanien        | Julia Alba Norfalia Carabalí Miriam Bravo Yolanda Reyes                                | 3:33,78  |

## Finale
12. August 2001, 16:40 Uhr
| Platz | Staffel        | Besetzung | Zeit (s)   |
| ----- | -------------- | --- | ---------- |
| 1     | Jamaika        | Sandie Richards Catherine Scott Debbie-Ann Parris (Finale) Lorraine Fenton (Finale) im Vorlauf außerdem: Deon Hemmings Michelle Burgher   | 3.20,65 WL |
| 2     | Deutschland    | Florence Ekpo-Umoh Shanta Ghosh Claudia Marx Grit Breuer                                                                                  | 3:21,97    |
| 3     | Russland       | Irina Rossichina Julija Nosowa (Finale) Anastassija Kapatschinskaja Olesja Sykina im Vorlauf außerdem: Natalja Schewzowa                  | 3:24,92    |
| 4     | USA            | Jearl Miles Clark (Finale) Monique Hennagan (Finale) Michelle Collins Suziann Reid im Vorlauf außerdem: Demetria Washington Mikele Barber | 3:26,88    |
| 5     | Großbritannien | Lee McConnell Helen Frost (Finale) Tasha Danvers (Finale) Catherine Murphy im Vorlauf außerdem: Lesley Owusu Donna Fraser                 | 3:26,94    |
| 6     | Frankreich     | Francine Landre Anita Mormand Sylvanie Morandais Marie-Louise Bévis                                                                       | 3:27,54    |
| 7     | Polen          | Aleksandra Pielużek Grażyna Prokopek Aneta Lemiesz Małgorzata Pskit                                                                       | 3:27,78    |
| 8     | Kanada         | Foy Williams Samantha George Danielle Kot LaDonna Antoine                                                                                 | 3:27,93    |

Die US-Staffel lag am letzten Wechsel in Führung. Jedoch ließ Schlussläuferin Suziann Reid den Stab unmittelbar nach dem Wechsel fallen und verlor dadurch viel Zeit.

## Video
- 2001 IAAF Outdoor Women's 4x400 Relay auf youtube.com, abgerufen am 12. August 2020